# Olga Fomina
Olga Igorevna Fomina (tidligere Olga Igorevna Tjernoivanenko, russisk: Ольга Игоревна Фомина (Черноиваненко); født 17. april 1989 i Samara, Rusland) er en kvindelig russisk håndboldspiller som spiller for Lada Togliatti og Ruslands kvindehåndboldlandshold.
Hun var med til at vinde OL-sølv i håndbold for Rusland ved Sommer-OL 2020 i Tokyo, efter finalenederlag til Frankrig med cifrene 25–30.
Hun har tidligere spillet for den russiske storklub Rostov-Don og nordmakedonske ŽRK Vardar.